# گورنگی دوبریچ
گورنگی دوبریچ (به صربی: Gornji Dobrić) یک منطقهٔ مسکونی در صربستان است که در لوزنیسا واقع شده‌است. گورنگی دوبریچ ۷۲۸ نفر جمعیت دارد.